# الانفصال (فلم)
الانفصال (بالإنجليزية: The Break-Up) فيلم رومانسي كوميدي درامي صدر في عام 2006 من يونيفرسال بيكتشرز ببطولة فنسينت فوجن وجينيفر أنيستون. كتبه جيرمي جارلك وجاي لافندر وأخرجه بيتون ريد.

## القصة
يتخاصم زوجان أحدهما غاري غير المسؤول (فنسينت فوجن) والأخرى بروك المتحكمة محبة الكمال (جينيفر أنيستون) الذين يعيشان في شيكاغو. كلاهما سعيد بمهنته، فغاري يعمل مرشدًا سياحيًا وبورك تعمل في معرض فني. ينفصل الزوجان في بداية الفيلم نتيجة لنقاش محتدم بسبب طبيعة غاري غير المبالية وحب بروك للكمال.
أسهمت خلفيتهما الاجتماعية في الافتراق، فغاري معجب بألعاب الفيديو ومتعصب لفريق شيكاغو ويريد أن يضع طاولة بلياردو في الصالة. في المقابل، بروك مهتمة بالفن وكثيرًا ما تجلب لوحاتها إلى المنزل. تحاول بروك أن تبقي على علاقتهما، إلا أن نقاشهما عن الصالة ينتهي ليصبح حربًا يسعى كل منها لأن يتغلب على الآخر بالخداع والكذب.
يتفقان في النهاية على أن ينفصلا وأن يتنازلا كليهما عن المنزل وأن يتشاركا ربح بيع ما فيها. تجد بروك مشتريًا يريد المنزل بعد أسبوعين فتخبر غاري. تدعو بروك غاري إلى حفلة غنائية كان قد اشترت تذاكرها قبل فترة لهما الاثنين، يوافق غاري على أن يلاقيها هناك، لكنه يتركها هناك وحيدة عمدًا ويذهب إلى أصدقائه. تحزن بروك على ذلك وتبكي في غرفتها. يحاول غاري لاحقًا استلطافها بأن يجهز لها عشاءً كمفاجأة إلا أنها ترفض فيتحتم انفصالهما، ويدرك غاري ما فقده.
يعود غاري إلى جولاته السياحية وإلى السفر حول العالم، وفي نهاية الفيلم يقابل بروك مصادفة في أحد شوارع شيكاغو فيتحدث معها قليلًا ثم يبتعدان عن بعضهما مبتسمين.

## وصلات خارجية
- مقالات تستعمل روابط فنية بلا صلة مع ويكي بيانات

1. ↑  The Break-Up (2006) - Financial Information نسخة محفوظة 23 يوليو 2017 على موقع واي باك مشين.
2. ↑  "CinemaScore". cinemascore.com. مؤرشف من الأصل في 2019-12-10.
3. ↑  « La Rupture » نسخة محفوظة 18 يونيو 2017 على موقع واي باك مشين.